# NGC 4173
NGC 4173 (również PGC 38897, UGC 7204 lub HCG 61B) – galaktyka spiralna (Scd), znajdująca się w gwiazdozbiorze Warkocza Bereniki. Odkrył ją William Herschel 11 kwietnia 1785 roku. Wraz z NGC 4169, NGC 4174 i NGC 4175 wchodzi w skład zwartej grupy galaktyk Hickson 61 (HCG 61) w katalogu Paula Hicksona, jednak jest obiektem pierwszego planu, niezwiązanym fizycznie z pozostałymi galaktykami grupy.